# Florido Bertini
Florido Bertini (Buie, 9 dicembre 1841 – Roma, 12 giugno 1915) è stato un attore italiano.

## Biografia
Florido Bertini nacque a Buie nel 1841, figlio d'arte, dato che il padre Augusto Bertini fu un attore drammatico, noto per aver assunto la direzione di una compagnia teatrale attiva in Egitto e in altri paesi del vicino Medio Oriente.
Florido Bertini partecipò alla spedizione dei Mille ed ebbe una pregevole carriera di "brillante" e di "caratterista", in numerose compagnie primarie della seconda metà del XIX secolo.
Verso la fine del secolo assunse anche cariche direttive in qualche formazione teatrale, tra le quali la Luigi Bellotti Bon nel 1891.
Una sua traduzione di Teresa Raquin, rappresentata al Teatro napoletano dei Fiorentini, nel 1879, offrì alla giovanissima, allora ventenne, Eleonora Duse, l'occasione di dimostrare per la prima volta le sue straordinarie doti.
Florido Bertini ebbe anche una carriera cinematografica, e tra le sue recitazioni si ricorda la sua partecipazione al film Re Lear (1910), assieme a Francesca Bertini ed Ermete Novelli.
Anche la sorella di Florido Bertini, Augusta, svolse l'attività di attrice, e fu sposa di Luigi Raspantini.